# Tockus rufirostris
Tockus rufirostris és una espècie d'ocell de la família dels buceròtids (Bucerotidae) que rep en català el nom de calau de bec vermell meridional (southern red-billed hornbill, en anglès). Habita sabanes àrides de l'Àfrica Meridional, des de Malawi i Zàmbia fins al sud d'Angola i la Província de Transvaal. És considerada per alguns autors una subespècie del calau becvermell, com Tockus erythrorhynchus rufirostris, mentre altres la consideren una espècie diferent arran els treballs de Kemp et Delport 2002.